# Mark Nzeocha
Mark Nzeocha (* 19. Januar 1990 in Ansbach) ist ein ehemaliger deutscher American-Football-Spieler auf der Position des Linebackers, der für die Dallas Cowboys und San Francisco 49ers in der National Football League (NFL) aktiv war. 2020 erreichte er den Super Bowl LIV mit den San Francisco 49ers.

## Karriere
Nzeocha begann seine Karriere im Alter von 13 Jahren bei den Franken Knights aus Rothenburg ob der Tauber. 2008 gewann er als Safety mit der deutschen Nationalmannschaft die American-Football-Europameisterschaft der Junioren. Wegen seiner Leistungen bekam er Stipendienangebote aus Virginia und Wyoming.
Nzeocha spielte von 2011 bis 2014 College Football für die University of Wyoming, an der er ein Finanzstudium absolvierte. Er wurde beim NFL Draft 2015 in der siebten Runde als 236. Spieler von den Dallas Cowboys ausgewählt. In den Spielzeiten 2015 und 2016 kam er in sieben Spielen zum Einsatz. Nach der Preseason 2017 hatte Nzeocha zunächst die Roster-Cuts überstanden, wurde aber kurze Zeit später im Zuge eines Trades entlassen. Einen Tag nach seiner Entlassung holten die Cowboys Nzeocha zurück in ihren Practice Squad.
Am 25. September 2017 verpflichteten die San Francisco 49ers Nzeocha vom Practice Squad der Cowboys. Bei den 49ers unterzeichnete er einen Einjahresvertrag. Im Januar 2018 wurde sein Vertrag um ein Jahr verlängert. Zur Saison 2019 unterschrieb er einen neuen Vertrag über drei Jahre bei den 49ers. Am ersten Spieltag der Saison, im Spiel gegen die Tampa Bay Buccaneers, gelang ihm seine erste Interception in der NFL, zusätzlich  konnte er in dem Spiel einen Punt blocken. Er erreichte mit seiner Mannschaft den Super Bowl LIV, der jedoch mit 20:31 gegen die Kansas City Chiefs verloren wurde. Verletzungsbedingt bestritt Nzeocha in der Saison 2020 nur fünf Spiele. Nach der Saison lehnten die 49ers eine Vertragsoption für Nzeocha ab, womit er zum Free Agent wurde.
Am 29. Dezember 2021 verpflichteten die 49ers Nzeocha jedoch erneut für ihren Practice Squad. Für das Spiel in Woche 17 gegen die  Houston Texans wurde er in den aktiven Kader befördert, dort spielte er 17 Snaps in den Special Teams und konnte dabei zwei Tackles erzielen. Nach Siegen gegen die Dallas Cowboys und Green Bay Packers erreichte er mit den 49ers das NFC Championship Game, welches sie mit 17:20 gegen die Los Angeles Rams verloren. Dabei wurde er für jedes Spiel in den aktiven Kader befördert und spielte dort in den Special Teams.

## Privates
Nzeocha wuchs als Sohn eines Nigerianers und einer Schleswig-Holsteinerin mit einem älteren und zwei jüngeren Brüdern in Neusitz in Mittelfranken auf.
Mit seiner Frau Taylor hat Nzeocha zwei Söhne (* 2019, 2021). Die Familie lebt in Dallas. Nzeochas Brüder sind ebenfalls Sportler, zwei Brüder spielen American Football. Eric schaffte 2017 den Sprung in die NFL, sein älterer Bruder Steve spielte für die Düsseldorf Panther in der German Football League und Paul spielte American Football für die Franken Knights und aktuell Basketball für die hapa Ansbach Piranhas in der Basketball Regionalliga Südost.